# Providencia, Oaxaca
Providencia är en ort i Mexiko.   Den ligger i kommunen Santa Cruz Itundujia och delstaten Oaxaca, i den sydöstra delen av landet, 300 km sydost om huvudstaden Mexico City. Providencia ligger 2 641 meter över havet och antalet invånare är 131.
Terrängen runt Providencia är bergig åt sydväst, men åt nordost är den kuperad. Providencia ligger uppe på en höjd som går i nord-sydlig riktning. Runt Providencia är det ganska glesbefolkat, med 30 invånare per kvadratkilometer. Närmaste större samhälle är Unión de Galeana, 1,5 km väster om Providencia. I omgivningarna runt Providencia växer huvudsakligen savannskog.